# Coliseo romano (programa de televisión)
Coliseo Romano fue un programa de televisión chileno transmitido por MEGA.
Consta de tres jurados encargados de seleccionar a los humoristas que ellos mismos seleccionaron, de los que saldrá el ganador elegido por el público. Su presentador es José Miguel Viñuela en sus 2 primeras temporadas, tras su retiro a TVN, este rol lo toma Álvaro Salas. El 25 de enero de 2012 fue el último capítulo de la primera temporada en la que resultó ganador Rudy Núñez. El segundo lugar fue para Dany Humor, el tercero para Filomeno y un premio especial de popularidad a Bastián Paz.

## Equipo
Animadores
- José Miguel Viñuela: Animador del programa y backstage durante las audiciones (Temporada 1-2).
- Álvaro Salas: Humorista y presentador de televisión (Temporada 3-4).

Jurado
- Álvaro Salas: Humorista y presentador de televisión (Temporada 1-2).
- Rocío Marengo: Modelo y vedette argentina (Temporada 1-2-3-4).
- Kike Morandé: Animador de MEGA (Temporada 1).
- Luis Jara: Animador de MEGA (Temporada 2).
- Fernando Godoy: Actor de MEGA (Temporada 2-3-4) (Reemplazo de Luis Jara en ocasiones).
- Ernesto Belloni: Humorista y comediante (Temporada 3-4).

## Temporadas
| Temp.           | Inicio                   | Fin                      | Ganador(es)     | Presentador                           | Jueces                                              |
| --------------- | ------------------------ | ------------------------ | --------------- | ------------------------------------- | --------------------------------------------------- |
| 1               | 2 de noviembre de 2011   | 25 de enero de 2012      | Rudy Núñez      | José Miguel Viñuela                   | Álvaro Salas Rocío Marengo Kike Morandé             |
| 2               | 3 de junio de 2012       | 9 de septiembre de 2012  | Centella        | José Miguel Viñuela María Luisa Godoy | Álvaro Salas Rocío Marengo Luis Jara Fernando Godoy |
| 3 (La Revancha) | 30 de septiembre de 2012 | 11 de noviembre de 2012  | La Pola         | Álvaro Salas María Luisa Godoy        | Ernesto Belloni Rocío Marengo Fernando Godoy        |
| 4 (Consagrados) | 18 de noviembre de 2012  | 16 de diciembre de 2012  | Los indolatinos | Álvaro Salas María Luisa Godoy        | Ernesto Belloni Rocío Marengo Fernando Godoy        |
| 5 (seleccion)   | 4 de abril de 2013       | 12 de septiembre de 2013 | —               | Álvaro Salas María Luisa Godoy        | —                                                   |